# Smiena Symbol

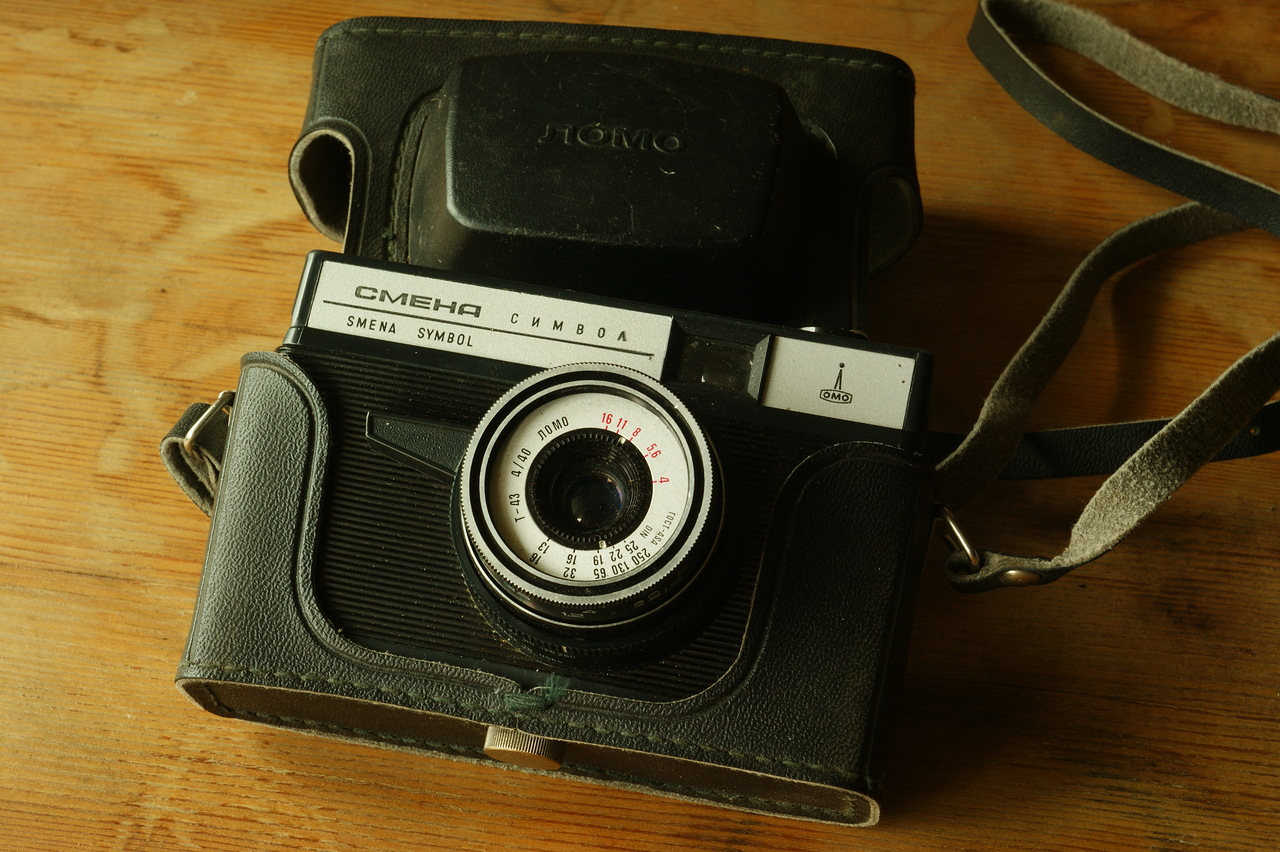
Smiena Symbol

Smiena Symbol (ros. Смена Символ (Smiena Simwoł)) – radziecki aparat fotograficzny produkowany w fabryce "Łomo" w latach 1971–1991. Łącznie wytworzono 4 181 469 sztuk aparatu. Aparat jest rozwinięciem modelu Smiena 8M.

## Dane techniczne
Typ filmu: 135
Format klatki: 24x36 mm
Obiektyw: tryplet T-43, 40 mm f/4
Kąt widzenia obiektywu: 57 stopni
Migawka: sektorowa mechaniczna
Zakres czasów migawki: 1/15 s – 1/250 s, B
Zakres przysłon: 4 – 16
Zakres ekspozycji: 8 – 16 EV
Minimalna odległość ogniskowania: 1 m
Synchronizacja z fleszem: pełna
Transport filmu: ręczny
Gwint filtra: M35,5 x 0,5
Gwint statywowy: 1/4"
Wymiary: 125x80x62 mm
Masa: 358 g